# 1756年の相撲
1756年の相撲（1756ねんのすもう）は、1756年の相撲関係のできごとについて述べる。

## 興行
- 9月場所（京都相撲）[1]
  - 興行場所:二条川東御免
  - 10月2日（旧9月9日）より興行
- 他、大坂堀江において年内に興行あり[2]。